# Copa Mundial de Voleibol Masculino de 2019
La Copa Mundial de Voleibol Masculino de 2019 fue la XIX edición de este torneo de selecciones nacionales de voleibol masculino de la FIVB. Se llevó a cabo del 1 al 15 de octubre de 2019 en Japón. Fue la primera vez que no se otorgaron cupos para el torneo de clasificación para los Juegos Olímpicos de Tokio 2020, solo se jugaron por los puntos del ranking.

## Proceso de clasificación
Referencia: Sitio oficial.
| Confederación | Vía de clasificación       | Fecha                    | Lugar           | Cupos | Equipo                |
| ------------- | -------------------------- | ------------------------ | --------------- | ----- | --------------------- |
| FIVB          | Sede                       | 31 de enero de 2013      | Lausana, Suiza  | 1     | Japón                 |
| FIVB          | Campeonato Mundial de 2018 | 30 de septiembre de 2018 | Italia Bulgaria | 1     | Polonia               |
| AVC           | Ranking Mundial de ACV     | 1 de enero de 2019       |                 | 2     | Irán Australia        |
| CAVB          | Ranking Mundial de CAVB    | 1 de enero de 2019       |                 | 2     | Egipto Túnez          |
| CEV           | Ranking Mundial de CEV     | 1 de enero de 2019       |                 | 2     | Italia Rusia          |
| CSV           | Ranking Mundial de CSV     | 1 de enero de 2019       |                 | 2     | Brasil Argentina      |
| NORCECA       | Ranking Mundial de NORCECA | 1 de enero de 2019       |                 | 2     | Estados Unidos Canadá |

## Conformación de rondas
| Grupo A                                                                          | Grupo B                                                             |
| -------------------------------------------------------------------------------- | ------------------------------------------------------------------- |
| Japón (Local) Argentina (7) Estados Unidos (2) Italia (3) Polonia (4) Túnez (22) | Australia (16) Brasil (1) Canadá (6) Egipto (13) Irán (8) Rusia (5) |

| Grupo A                                             | Grupo B                                           |
| --------------------------------------------------- | ------------------------------------------------- |
| Japón (Local) Australia Egipto Italia Polonia Rusia | Argentina Brasil Canadá Estados Unidos Irán Túnez |

| Grupo A                                         | Grupo B                                               |
| ----------------------------------------------- | ----------------------------------------------------- |
| Japón (Local) Brasil Canadá Irán Italia Polonia | Argentina Australia Egipto Estados Unidos Rusia Túnez |

## Formato de competición
El torneo se desarrolla dividido en tres rondas.
En cada ronda los equipos fueron divididos en dos grupos de 6 equipos. En la primera ronda, en ambos grupos se juega con un sistema de todos contra todos. En la segunda y tercera ronda, en cada grupo solo se enfrentan los equipos que no hayan compartido grupo en la primera ronda. Los equipos son ordenados según los resultados obtenidos en todos sus partidos de acuerdo a los siguientes criterios de clasificación:
- Número de partidos ganados y perdidos.
- Puntos obtenidos, los cuales son otorgados de la siguiente manera:
  - Partido con resultado final 3-0 o 3-1: 3 puntos al ganador y 0 puntos al perdedor.
  - Partido con resultado final 3-2: 2 puntos al ganador y 1 punto al perdedor.
- Proporción entre los sets ganados y los sets perdidos (Sets ratio).
- Proporción entre los puntos ganados y los puntos perdidos (Puntos ratio).
- Resultado del partido entre los equipos implicados.

## Resultados
- Las horas indicadas corresponden al huso horario local de Japón (Hora estándar de Japón – JST): UTC+9.

     – Campeón.
|     |                | Partidos | Partidos | Partidos |     | Sets | Sets | Sets  | Puntos | Puntos | Puntos |
| Pos | Equipo         | PJ       | PG       | PP       | Pts | SG   | SP   | Ratio | PG     | PP     | Ratio  |
| --- | -------------- | -------- | -------- | -------- | --- | ---- | ---- | ----- | ------ | ------ | ------ |
| 1   | Brasil         | 11       | 11       | 0        | 32  | 33   | 5    | 6.600 | 925    | 752    | 1.230  |
| 2   | Polonia        | 11       | 9        | 2        | 28  | 30   | 9    | 3.333 | 941    | 787    | 1.196  |
| 3   | Estados Unidos | 11       | 9        | 2        | 27  | 29   | 12   | 2.417 | 960    | 778    | 1.234  |
| 4   | Japón          | 11       | 8        | 3        | 22  | 26   | 16   | 1.625 | 967    | 902    | 1.072  |
| 5   | Argentina      | 11       | 6        | 5        | 19  | 24   | 20   | 1.200 | 984    | 969    | 1.015  |
| 6   | Rusia          | 11       | 5        | 6        | 15  | 20   | 23   | 0.870 | 939    | 961    | 0.977  |
| 7   | Italia         | 11       | 5        | 6        | 14  | 19   | 22   | 0.864 | 903    | 904    | 0.999  |
| 8   | Irán           | 11       | 4        | 7        | 12  | 19   | 25   | 0.760 | 965    | 1042   | 0.926  |
| 9   | Canadá         | 11       | 4        | 7        | 12  | 19   | 28   | 0.679 | 976    | 1058   | 0.922  |
| 10  | Egipto         | 11       | 2        | 9        | 8   | 15   | 29   | 0.517 | 927    | 1025   | 0.904  |
| 11  | Australia      | 11       | 2        | 9        | 5   | 9    | 29   | 0.310 | 790    | 904    | 0.874  |
| 12  | Túnez          | 11       | 1        | 10       | 4   | 6    | 31   | 0.194 | 696    | 891    | 0.781  |

### Primera ronda

#### Grupo A; Fukuoka
| Fecha        | Hora  | Equipo 1       | Res.  | Equipo 2       | Set 1 | Set 2 | Set 3 | Set 4 | Set 5 | Total     | Reporte |
| ------------ | ----- | -------------- | ----- | -------------- | ----- | ----- | ----- | ----- | ----- | --------- | ------- |
| 1 de octubre | 12:30 | Estados Unidos | 2 – 3 | Argentina      | 21–25 | 20–25 | 25–19 | 25–21 | 12–15 | 103 – 105 | Reporte |
| 1 de octubre | 15:00 | Polonia        | 3 – 0 | Túnez          | 25–16 | 25–23 | 25–12 |       |       | 75 – 51   | Reporte |
| 1 de octubre | 19:20 | Japón          | 3 – 0 | Italia         | 25–17 | 25–19 | 25–21 |       |       | 75 – 57   | Reporte |
| 2 de octubre | 12:30 | Túnez          | 1 – 3 | Argentina      | 19–25 | 18–25 | 25–23 | 14–25 |       | 76 – 98   | Reporte |
| 2 de octubre | 15:00 | Italia         | 1 – 3 | Estados Unidos | 25–19 | 19–25 | 14–25 | 19–25 |       | 77 – 94   | Reporte |
| 2 de octubre | 19:20 | Polonia        | 3 – 1 | Japón          | 25–23 | 25–17 | 19–25 | 25–17 |       | 94 – 82   | Reporte |
| 4 de octubre | 12:30 | Argentina      | 2 – 3 | Italia         | 28-26 | 25-17 | 12-25 | 18-25 | 10-15 | 93 – 108  | Reporte |
| 4 de octubre | 15:00 | Estados Unidos | 3 – 1 | Polonia        | 25-19 | 25-20 | 24-26 | 27-25 |       | 101 – 90  | Reporte |
| 4 de octubre | 19:20 | Japón          | 3 – 0 | Túnez          | 25-23 | 25-21 | 25-11 |       |       | 75 – 55   | Reporte |
| 5 de octubre | 12:30 | Polonia        | 3 – 1 | Argentina      | 27-29 | 25-17 | 25-18 | 26-24 |       | 103 – 88  | Reporte |
| 5 de octubre | 15:00 | Túnez          | 0 – 3 | Italia         | 19-25 | 21-25 | 18-25 |       |       | 58 – 75   | Reporte |
| 5 de octubre | 19:20 | Japón          | 0 – 3 | Estados Unidos | 19-25 | 19-25 | 21-25 |       |       | 59 – 75   | Reporte |
| 6 de octubre | 12:30 | Italia         | 0 – 3 | Polonia        | 18-25 | 18-25 | 22-25 |       |       | 58 – 75   | Reporte |
| 6 de octubre | 15:00 | Estados Unidos | 3 – 0 | Túnez          | 25-10 | 25-18 | 25-17 |       |       | 75 – 45   | Reporte |
| 6 de octubre | 19:20 | Argentina      | 1 – 3 | Japón          | 19-25 | 20-25 | 28-26 | 22-25 |       | 89 – 101  | Reporte |

#### Grupo B; Nagano
| Fecha        | Hora  | Equipo 1  | Res.  | Equipo 2  | Set 1 | Set 2 | Set 3 | Set 4 | Set 5 | Total     | Reporte |
| ------------ | ----- | --------- | ----- | --------- | ----- | ----- | ----- | ----- | ----- | --------- | ------- |
| 1 de octubre | 11:00 | Australia | 1 – 3 | Egipto    | 22–25 | 25–21 | 23–25 | 18–25 |       | 88 – 96   | Reporte |
| 1 de octubre | 14:00 | Rusia     | 3 – 1 | Irán      | 25–21 | 25–18 | 24–26 | 25–22 |       | 99 – 87   | Reporte |
| 1 de octubre | 18:00 | Brasil    | 3 – 0 | Canadá    | 25–14 | 25–22 | 25–14 |       |       | 75 – 50   | Reporte |
| 2 de octubre | 11:00 | Egipto    | 3 – 1 | Irán      | 22–25 | 26–24 | 25–18 | 26–24 |       | 99 – 91   | Reporte |
| 2 de octubre | 14:00 | Canadá    | 2 – 3 | Rusia     | 25–23 | 25–16 | 17–25 | 23–25 | 10–15 | 100 – 104 | Reporte |
| 2 de octubre | 18:00 | Australia | 0 – 3 | Brasil    | 15–25 | 20–25 | 17–25 |       |       | 52 – 75   | Reporte |
| 4 de octubre | 11:00 | Irán      | 3 – 1 | Canadá    | 18-25 | 25-23 | 27-25 | 25-19 |       | 95 – 92   | Reporte |
| 4 de octubre | 14:00 | Rusia     | 2 – 3 | Australia | 16-25 | 25-22 | 28-26 | 21-25 | 12-15 | 102 – 113 | Reporte |
| 4 de octubre | 18:00 | Brasil    | 3 – 1 | Egipto    | 25-19 | 21-25 | 25-19 | 25-22 |       | 96 – 85   | Reporte |
| 5 de octubre | 11:00 | Egipto    | 2 – 3 | Canadá    | 25-27 | 25-27 | 25-16 | 25-22 | 9-15  | 109 – 107 | Reporte |
| 5 de octubre | 14:00 | Brasil    | 3 – 0 | Rusia     | 25-16 | 25-22 | 25-22 |       |       | 75 – 60   | Reporte |
| 5 de octubre | 17:00 | Australia | 1 – 3 | Irán      | 22-25 | 25-18 | 18-25 | 25-27 |       | 90 – 95   | Reporte |
| 6 de octubre | 11:00 | Rusia     | 3 – 1 | Egipto    | 25-19 | 21-25 | 25-19 | 25-21 |       | 96 – 84   | Reporte |
| 6 de octubre | 14:00 | Irán      | 1 – 3 | Brasil    | 27-25 | 21-25 | 25-27 | 22-25 |       | 95 – 102  | Reporte |
| 6 de octubre | 17:00 | Canadá    | 3 – 1 | Australia | 18-25 | 28-26 | 25-20 | 25-22 |       | 96 – 93   | Reporte |

### Segunda Ronda

#### Grupo A; Hiroshima
| Fecha         | Hora  | Equipo 1 | Res.  | Equipo 2  | Set 1 | Set 2 | Set 3 | Set 4 | Set 5 | Total     | Reporte |
| ------------- | ----- | -------- | ----- | --------- | ----- | ----- | ----- | ----- | ----- | --------- | ------- |
| 9 de octubre  | 12:30 | Italia   | 3 – 0 | Egipto    | 25-19 | 25-21 | 25-22 |       |       | 75 – 62   | Reporte |
| 9 de octubre  | 15:00 | Polonia  | 3 – 1 | Rusia     | 25-27 | 25-21 | 25-18 | 25-22 |       | 100 – 88  | Reporte |
| 9 de octubre  | 19:20 | Japón    | 3 – 0 | Australia | 25-17 | 25-22 | 25-22 |       |       | 75 – 61   | Reporte |
| 10 de octubre | 12:30 | Polonia  | 3 – 0 | Egipto    | 25-19 | 25-18 | 25-16 |       |       | 75 – 53   | Reporte |
| 10 de octubre | 15:00 | Italia   | 3 – 0 | Australia | 30-28 | 25-13 | 25-22 |       |       | 80 – 63   | Reporte |
| 10 de octubre | 19:20 | Japón    | 3 – 1 | Rusia     | 25-22 | 21-25 | 25-22 | 25-16 |       | 96 – 85   | Reporte |
| 11 de octubre | 12:30 | Polonia  | 3 – 0 | Australia | 25-18 | 25-20 | 25-9  |       |       | 75 – 47   | Reporte |
| 11 de octubre | 15:00 | Italia   | 1 – 3 | Rusia     | 25-13 | 25-27 | 26-28 | 12-25 |       | 88 – 93   | Reporte |
| 11 de octubre | 19:20 | Japón    | 3 – 2 | Egipto    | 25-14 | 18-25 | 25-23 | 28-30 | 15-13 | 111 – 105 | Reporte |

#### Grupo B; Hiroshima
| Fecha         | Hora  | Equipo 1       | Res.  | Equipo 2 | Set 1 | Set 2 | Set 3 | Set 4 | Set 5 | Total     | Reporte |
| ------------- | ----- | -------------- | ----- | -------- | ----- | ----- | ----- | ----- | ----- | --------- | ------- |
| 9 de octubre  | 11:00 | Túnez          | 2 – 3 | Canadá   | 20-25 | 25-20 | 27-29 | 25-20 | 12-15 | 109 – 109 | Reporte |
| 9 de octubre  | 14:00 | Argentina      | 0 – 3 | Brasil   | 19-25 | 19-25 | 24-26 |       |       | 62 – 76   | Reporte |
| 9 de octubre  | 18:00 | Estados Unidos | 3 – 1 | Irán     | 25-18 | 22-25 | 25-18 | 25-12 |       | 97 – 73   | Reporte |
| 10 de octubre | 11:00 | Argentina      | 3 – 0 | Canadá   | 25-16 | 25-22 | 25-20 |       |       | 75 – 58   | Reporte |
| 10 de octubre | 14:00 | Túnez          | 0 – 3 | Irán     | 24-26 | 17-25 | 22-25 |       |       | 63 – 76   | Reporte |
| 10 de octubre | 18:00 | Estados Unidos | 0 – 3 | Brasil   | 23-25 | 22-25 | 17-25 |       |       | 62 – 75   | Reporte |
| 11 de octubre | 11:00 | Argentina      | 2 – 3 | Irán     | 25-27 | 25-23 | 25-19 | 17-25 | 10-15 | 102 – 109 | Reporte |
| 11 de octubre | 14:00 | Túnez          | 0 – 3 | Brasil   | 17-25 | 14-25 | 13-25 |       |       | 44 – 75   | Reporte |
| 11 de octubre | 18:00 | Estados Unidos | 3 – 2 | Canadá   | 21-25 | 25-11 | 20-25 | 25-19 | 15-13 | 106 – 93  | Reporte |

### Tercera Ronda

#### Grupo A; Hiroshima
| Fecha         | Hora  | Equipo 1 | Res.  | Equipo 2 | Set 1 | Set 2 | Set 3 | Set 4 | Set 5 | Total     | Reporte |
| ------------- | ----- | -------- | ----- | -------- | ----- | ----- | ----- | ----- | ----- | --------- | ------- |
| 13 de octubre | 12:30 | Italia   | 2 – 3 | Canadá   | 25-19 | 17-25 | 25-15 | 23-25 | 16-18 | 106 – 102 | Reporte |
| 13 de octubre | 15:00 | Polonia  | 2 – 3 | Brasil   | 25-19 | 23-25 | 19-25 | 25-16 | 11-15 | 103 – 100 | Reporte |
| 13 de octubre | 19:20 | Japón    | 3 – 1 | Irán     | 25-16 | 26-28 | 25-13 | 25-21 |       | 101 – 78  | Reporte |
| 14 de octubre | 12:30 | Polonia  | 3 – 0 | Canadá   | 25-23 | 26-24 | 25-20 |       |       | 76 – 67   | Reporte |
| 14 de octubre | 15:00 | Italia   | 3 – 2 | Irán     | 25-27 | 27-29 | 30-28 | 25-17 | 15-13 | 122 – 114 | Reporte |
| 14 de octubre | 19:20 | Japón    | 1 – 3 | Brasil   | 17-25 | 26-24 | 14-25 | 25-27 |       | 82 – 101  | Reporte |
| 15 de octubre | 12:30 | Polonia  | 3 – 0 | Irán     | 25-18 | 25-18 | 25-16 |       |       | 75 – 52   | Reporte |
| 15 de octubre | 15:00 | Italia   | 0 – 3 | Brasil   | 20-25 | 22-25 | 15-25 |       |       | 57 – 75   | Reporte |
| 15 de octubre | 19:20 | Japón    | 3 – 2 | Canadá   | 22-25 | 25-20 | 25-23 | 23-25 | 15-9  | 110 – 102 | Reporte |

#### Grupo B; Hiroshima
| Fecha         | Hora  | Equipo 1       | Res.  | Equipo 2  | Set 1 | Set 2 | Set 3 | Set 4 | Set 5 | Total    | Reporte |
| ------------- | ----- | -------------- | ----- | --------- | ----- | ----- | ----- | ----- | ----- | -------- | ------- |
| 13 de octubre | 11:00 | Argentina      | 3 – 1 | Rusia     | 25-23 | 25-23 | 21-25 | 25-16 |       | 96 – 87  | Reporte |
| 13 de octubre | 14:00 | Estados Unidos | 3 – 0 | Australia | 25-14 | 25-13 | 25-16 |       |       | 75 – 43  | Reporte |
| 13 de octubre | 17:00 | Túnez          | 3 – 1 | Egipto    | 25-23 | 14-25 | 25-17 | 25-18 |       | 89 – 83  | Reporte |
| 14 de octubre | 11:00 | Estados Unidos | 3 – 0 | Rusia     | 25-23 | 25-11 | 25-16 |       |       | 75 – 50  | Reporte |
| 14 de octubre | 14:00 | Argentina      | 3 – 1 | Egipto    | 25-27 | 25-17 | 25-22 | 25-17 |       | 100 – 83 | Reporte |
| 14 de octubre | 17:00 | Túnez          | 0 – 3 | Australia | 21-25 | 17-25 | 21-25 |       |       | 59 – 75  | Reporte |
| 15 de octubre | 11:00 | Estados Unidos | 3 – 1 | Egipto    | 22-25 | 25-16 | 25-14 | 25-13 |       | 97 – 68  | Reporte |
| 15 de octubre | 14:00 | Túnez          | 0 – 3 | Rusia     | 16-25 | 16-25 | 15-25 |       |       | 47 – 75  | Reporte |
| 15 de octubre | 18:00 | Argentina      | 3 – 0 | Australia | 25-20 | 25-21 | 26-24 |       |       | 76 – 65  | Reporte |

## Posiciones finales
| Rank              | Team           |
| ----------------- | -------------- |
| Medalla de oro    | Brasil         |
| Medalla de plata  | Polonia        |
| Medalla de bronce | Estados Unidos |
| 4                 | Japón          |
| 5                 | Argentina      |
| 6                 | Rusia          |
| 7                 | Italia         |
| 8                 | Irán           |
| 9                 | Canadá         |
| 10                | Egipto         |
| 11                | Australia      |
| 12                | Túnez          |

| Brasil Campeón 3º título |
| Plantel |
| Bruno Rezende (c), Isac Santos, Maurício Borges Silva, Fernando Kreling, Yoandry Leal, Douglas Souza, Maurício Souza, Lucas Saatkamp, Thales Hoss, Ricardo Lucarelli Souza, Felipe Roque, Alan Souza, Maique Nascimento, Flávio Gualberto |
| Entrenador |
| Renan dal Zotto |